# María Luisa Serra Belabre
María Luisa Serra Belabre (Mahón, 21 de junio de 1911-19 de noviembre de 1967) fue una archivera y arqueóloga española conocida por sus trabajos en la isla de Menorca.

## Descubrimientos y proyectos
Nació el 21 de junio de 1911 en Mahón. Inició los estudios de bachillerato en el Instituto Nacional de Segunda Enseñanza de Mahón en el Curso 1923-1924. En 1954 ingresó en el Cuerpo de Archiveros y Bibliotecarios. Fue directora de la Casa de Cultura de Mahón, del Museo Principal y de la Biblioteca y Archivo Histórico. Cómo arqueóloga destaca su descubrimiento de las Basílicas des Fornàs de Torrelló y de Molinet des Cap des Port. Excavó también en San Vicent d'Alcaidús y juntamente con Lluís Pericot participó en la reconstrucción de la Naveta des Tudons. Organizó en Menorca el X Congreso Nacional de Arqueología. 
Formó parte de 1961 a 1964 del Consejo de Redacción y Administración de la Revista de Menorca y a partir de 1964 y hasta su fallecimiento ocupó el cargo de vocal electo del consejo de redacción en la séptima época de la revista. En 1965, en la Junta General Ordinaria del Ateneo (16 de julio), figuraba como consejera. 

Dejó inconcluso un proyecto de gran envergadura, La historia de Menorca, en el que había puesto mucho entusiasmo y no poca actividad. La pequeña historia de este evento fue relatada en la Revista de Menorca años después, en 1973.
Era una mujer de extraordinario dinamismo y voluntad que se revelaban en todas las obras que emprendía. Esta fuerza de voluntad la llevó incluso a ocultar a su hermana la razón de sus viajes a Barcelona en los últimos meses de su vida, a donde acudía para el tratamiento de su cáncer terminal. Al día siguiente de su fallecimiento, ocurrido el 19 de noviembre de 1967, el Diario Menorca, le dedicaba dos páginas enteras con las semblanzas y recuerdos que de ella escribieron todos los participantes del periódico Menorca. Pero la Revista de Menorca ni se dignó a incluir en sus páginas la consabida nota necrológica, pasando a ser la gran olvidada de la misma.

## Obra
- Una basílica paleocristiana en Menorca. En: Actas del V Congreso Nacional de Arqueología. Zaragoza, 1957.
- De arqueología menorquina. En: Revista de Archivos, Bibliotecas y Museos. Núm. 69. Año 1961.
- Limpieza y excavación de la estación talayótica de Alcaidús (Menorca).En: VI Congreso Nacional de Arqueología. Oviedo, 1959.
- De arqueología menorquina: círuclos. En: Revista de Menorca, 1961.
- Monumentos de Menorca con cubierta de piedra. En: VII Congreso Nacional de Arqueología. Barcelona, 1960.
- Resumen de los estudios y trabajos sobre arqueología menorquina. El Museo provincial de Bellas Artes de Mahón. En: Lealtad. Palma: 1962.
- El ilustrísimo señor don Juan Flaquer i Fàbregues. En: Revista de Menorca, 1963.
- Notícia de l'arqueologia menorquina i del museu provincial de Belles Arts de Maó. En: Serra d'Or. Montserrat, 1964.
- Los círculos de Alcaidús. Su relación con los monumentos de Malta. En: VIII Congreso Nacional de Arqueología, Sevilla-Málaga. Zaragoza, 1964.
- La naveta oriental de Biniac (Alayor-Menorca). En: Pyrenae. 1965.
- Contribución al estudio de las taulas, Talati y Torre Llafuda. En: Crónica del IX Congreso Nacional de Arqueología, Valladolid, 1965. Zaragoza: 1966.
- La basílica cristiana de la Isla del Rey (Mahón). En: Actas de la primera Reunión Nacional de Arqueología Paleocristiana. Vitoria: 1967.